# Монік Бежен
Монік Бежен (фр. Monique Bégin; 1 березня 1936, Рим, Італія — 8 вересня 2023, Оттава, Канада) — канадська вчена-соціолог і державний діяч. Міністр національних доходів і міністр охорони здоров'я та соціального забезпечення в ліберальних кабінетах П'єра Трюдо та Джона Тернера у 1976—1984 роках, член Таємної ради (1976), згодом керівник кафедри жіночих студій у Карлтонському університеті та декан медичного факультету Оттавського університету. Член Королівського товариства Канади з 1996 року, компаньйон ордена Канади (2020, офіцер з 1997).

## Біографія
Народилася 1936 року в Римі в сім'ї канадця та фламандки, ставши першою з їх численних дітей. Під час Другої світової війни родина перебралася до Канади у статусі біженців й осіла у монреальському районі Нотр-Дам-де-Грас. Монік відвідувала місцеву середню школу з 1942 року, потім вивчала соціологію в Монреальському університеті. 1955 року здобула вчительський сертифікат. Завершила навчання в Монреалі зі ступенем магістра 1961 року, після чого провела два роки в Сорбонні, захистивши докторську дисертацію у 1963 році.
Повернувшись до Канади, активно зайнялася захистом прав жінок. 1966 року стала однією з 16 засновниць Федерації жінок Квебеку і її першим віцепрезидентом. Наступного року призначено генеральним секретарем Королівської комісії з вивчення статусу жінок у Канаді; комісія представила свої висновки 1970 року.
1972 року як кандидат від Ліберальної партії обрана депутатом Палати громад від округу Сент-Мішель; Бежен стала однією з перших трьох жінок, які представляли Квебек у Палаті громад, поряд з обраними того ж року Жанною Сові й Альбані Морен. Переобиралася до парламенту у 1974, 1979 і 1980 роках, причому на двох останніх виборах — найбільшою на той момент більшістю голосів в історії канадських федеральних виборів.
1976 року, формуючи урядовий кабінет, прем'єр-міністр П'єр Трюдо запропонував Бежен портфель міністра зі статусу жінок. Вона відхилила цю пропозицію, оскільки з цією посадою не отримувала ні бюджету, ні міністерського штату. У підсумку Трюдо доручив їй очолити Канадське податкове агентство, керівник якого має звання міністра національних доходів. Того ж року Бежен увійшла до Таємної ради королеви для Канади. 1977 року обійняла нову посаду — міністра охорони здоров'я та соціального забезпечення, на якому залишалася до 1984 року з короткою перервою на час перебування лібералів в опозиції у 1979—1980 роках. На міністерських посадах провела три послідовних збільшення допомоги по старості нужденним громадянам і відповідала за введення в Канаді податкової пільги на дітей. Зіграла ключову роль у прийнятті закону Про охорону здоров'я 1984 року, що гарантує базове медичне обслуговування всім жителям країни незалежно від їхнього фінансової ситуації. Закон 1984 року став основою системи загальної охорони Здоров'я в Канаді. За часів Бежен почався також процес делегування послуг в області охорони здоров'я для представників корінних народів Канади їхнім громадським організаціям і були запущені перші програми підготовки фахівців в області охорони здоров'я для цих народів.
Відмовилася брати участь у чергових парламентських виборах 1984 року, повернувшись до наукової та викладацької роботи. У 1984—1985 роках викладала в Університеті Нотр-Дам (Індіана, США), у 1985—1986 роках — в Університеті Макгілла в Монреалі. 1986 року обійняла посаду завідувачки об'єднаної кафедри жіночих студій Карлтонського й Оттавського університетів. З 1990 до 1997 рік обіймала посаду декана медичного факультету Оттавського університету; викладала також у школі менеджменту цього університету. 1997 року здобула статус професора-емериту.
У 1993—1995 роках Бежен була співголовою Королівської комісії з освіти Онтаріо. 2005 року запрошена до складу комісії ВООЗ із соціальних детермінантів здоров'я, яку очолював Майкл Мармот. У цій комісії пропрацювала до 2008 року. Померла в Оттаві у вересні 2023 року у віці 87 років. Прах Бежен похований на монреальському цвинтарі Нотр-Дам-де-Неж.

## Визнання
1984 року вшанована першою медаллю Брока Чисгольма від Медичного товариства Всесвітньої організації охорони здоров'я. 1996 року обрана членом Королівського товариства Канади. Наступного року стала офіцером ордена Канади, у 2020 році підвищена до компаньйона — найвищого ступеня цієї нагороди. В обґрунтуванні рішення про підвищення до компаньйона ордена Канади зазначені заслуги Бежен у сфері соціальної справедливості, освіти та громадського здоров'я.
За заслуги у сфері захисту громадянських прав і суспільної політики має почесні докторські звання від 14 університетів. З 2008 року — заслужений член Канадської академії медичних наук, 2013 року за заслуги перед системою охорони здоров'я Канади стала довічним почесним членом Канадської асоціації охорони здоров'я. 2015 року вшанована Премією генерал-губернатора на згадку про «Справу про особу».